# Hinterhalt bei der Quelle von Ossohira

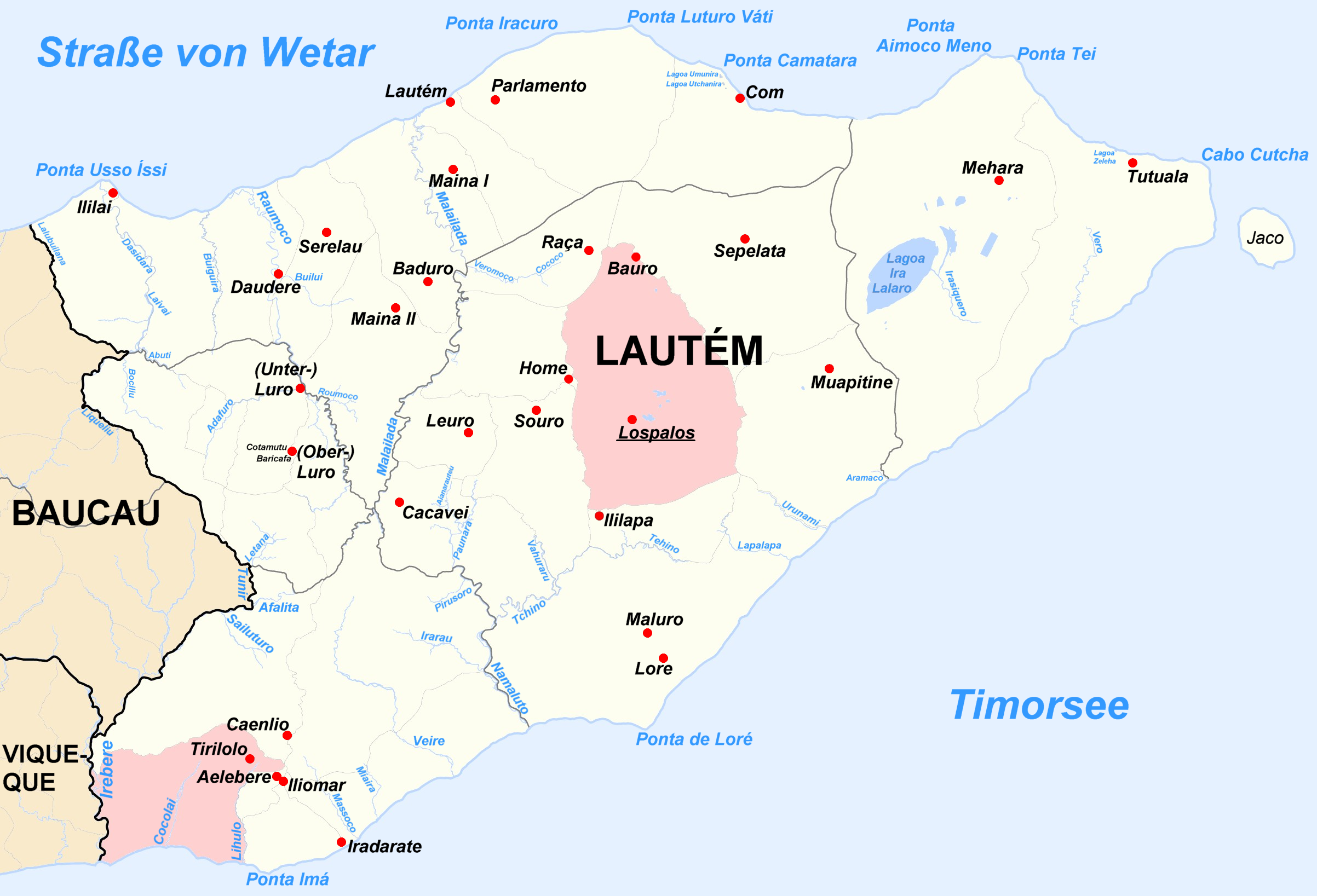
Der Distrikt Lautém mit Iliomar im Südwesten

Beim Hinterhalt bei der Quelle von Ossohira am 21. November 1986 kamen 34 indonesische Soldaten ums Leben. Es war einer der dramatischsten Zwischenfälle in jenem Zeitraum für die Streitkräfte Indonesiens (ABRI) im Krieg gegen die osttimoresische Befreiungsarmee FALINTIL. Insgesamt kamen in dem Jahr 169 indonesische Soldaten in Osttimor ums Leben (138 im Kampf gefallen).

## Verlauf
1986 führten das 3. und das 9. indonesische Zipur-Bataillon (Zipur von indonesisch „zeni tempur“, wörtlich „Kampfingenieur“, also Pionier) Straßenbauarbeiten im Südosten Timors an der Straße von Lospalos nach Iliomar und weiter nach Viqueque durch.
Am Morgen des 21. Novembers verließ eine Gruppe von ABRI-Pionieren des 9. Zipur-Bataillons ihr Lager am Fluss Paifakaver beim Ort Tirilolo in einem Unimog und fuhren auf der Hauptstraße nach Nordosten in Richtung Lospalos. Die 34 Zipur-Soldaten wurden von einem unbewaffneten Timoresen begleitet, der zur Tenaga Bantuan Operasi (TBO, deutsch „Operative Unterstützungskräfte“) gehörte. Um 9 Uhr morgens erreichten sie die Quelle von Ossohira, wo die Straße am südöstlichen Hang des Berges Acadiroloho ansteigt, etwa 200 Meter hinter der Abzweigung nach Bubutau. Hier, zwei Kilometer nördlich des Dorfes Maluhira (Suco Caenlio), hatten sich etwa 30 FALINTIL-Kämpfer unter dem Kommando von Koro Asu auf beiden Seiten der Straße positioniert. Teil der Gruppe waren auch Männer, die zur Einheit von Faustino dos Santos gehörten, und etwa acht Jungen im Alter von 12 bis 13 Jahren, die als Träger dienten. Sie hatten ihr Lager weiter östlich in Hedan bei Buidala im Gebiet des Flusses Namaluto.
Die meisten FALINTIL-Kämpfer saßen auf dem steilen, bewaldeten Hang auf der Ostseite der Straße, doch einige Männer standen auf der Westseite bereit, um flüchtenden Indonesiern in der Schlucht den Weg abzuschneiden. Vicente Lourdes aus Bubutau schoss mit dem einzigen Maschinengewehr der Gruppe zwölf Minuten lang, während andere FALINTIL-Kämpfer drei Granaten warfen. Dann stießen sie vor und töteten jene Indonesier, die nur verwundet waren. Nur ein Soldat, den die FALINTIL-Kämpfer für tot hielten, überlebte den Angriff verletzt.

## Folgen
Die Osttimoresen erbeuteten 34 Gewehre vom Typ M15 und M16, dazu Munition, Rucksäcke, Uniformen und Stiefel. Auf dem Rückweg zu ihrer Basis nahm die FALINTIL noch einen ABRI-Stützpunkt unter Beschuss. Zurück in Hedan, teilte man Beute und Truppe auf, da man mit Vergeltungsaktionen der Indonesier rechnete. Die Basis wurde in Tolunulu-resin-ida (tetum „34“) umbenannt, als Erinnerung an die erfolgreiche Aktion.
Die Opfer des Hinterhalts wurden von der ABRI erst in den Ort Iliomar und dann mit dem Hubschrauber nach Dili gebracht. Sie wurden auf dem Militärfriedhof in Dili beerdigt. Als Reaktion auf den Angriff startete das indonesische Militär eine Operation in den Dschungelgebieten und ging auch verstärkt gegen den Widerstand im Subdistrikt Iliomar vor. Nach einem FRETILIN-Bericht wurden 17 männliche Einwohner der Region von indonesischen Soldaten mit Bajonetten hingerichtet. In Tirilolo verdächtigte man Pedro Coreia (sic) ein Spion zu sein. Er wurde von den indonesischen Soldaten kastriert, gefoltert und ihm wurde schließlich die Kehle durchgeschnitten. Seinen Körper fanden Einheimische vier Tage später bei Utaira. Am Berg Naunili wurde dem 30-jährigen Júlio Madeira aus Ceaenlio in das Auge geschossen. Der 20-jährige Tiborsio wurde von Soldaten des Infanteriebataillons 745 aus Lospalos schwer am Brustkorb verletzt. Beide Osttimoresen überlebten. Zwölf Männer aus Caenlio, drei Männer aus Fuat und ein Mann aus Tirilolo wurden von der ABRI festgenommen. Alle wurden von der Kopassus in Lospalos verhört und gefoltert, sechs von ihnen danach im Gefängnis Comarca in Dili eingesperrt. Unter den Festgenommenen waren auch mehrere Angehörige der osttimoresischen Hilfstruppen der Indonesier (Hansip). Bis auf einen, der ein Treffen mit der FALINTIL unter Folter gestanden hatte, kehrten alle wieder in ihren Dienst zurück.
Bis 1989 gab es in Iliomar keinen organisierten Widerstand gegen die Besatzer mehr, so dass sich die indonesische Verwaltung hier etablieren konnte. Trotzdem gab es immer wieder kleinere Scharmützel zwischen Guerilleros und indonesischen Sicherheitskräften.
Vicente Lourdes, der MG-Schütze vom Hinterhalt, ergab sich im Alter von 40 Jahren dem indonesischen Infanteriebataillon 612/MD am 18. Januar 1996 in Bubutau. Der Hinterhalt war auch Teil der Anklageschrift gegen den FALINTIL-Oberbefehlshaber Xanana Gusmão, der 1992 von den Indonesiern gefangen genommen und schließlich zu lebenslanger Haft verurteilt wurde.